# Fladenstein (Wasgau)
Der Fladenstein – alternativ in Bezug auf die am Gipfel befindliche Felsformation Fladensteine genannt – ist ein 336 Meter hoher Berg im Pfälzerwald.

## Geographie

### Lage
Der Berg befindet sich unmittelbar östlich des Siedlungsgebiets der Ortsgemeinde Bundenthal; an seinem Ost- sowie seinem Südfuß ist er bereits bebaut. Unmittelbar nördlich erstreckt sich der Jüngstberg.

### Naturräumliche Zuordnung
1. Großregion 1. Ordnung: Schichtstufenland beiderseits des Oberrheingrabens
2. Großregion 2. Ordnung: Pfälzisch-saarländisches Schichtstufenland
3. Großregion 3. Ordnung: Pfälzerwald
4. Region 4. Ordnung (Haupteinheit): Wasgau
5. Region 5. Ordnung: Dahner Felsenland

## Geschichte
1904 wurde der Fladenstein von Friedrich und Karl Jung zum ersten Mal bestiegen. Später wurde an ihm ein Gipfelbuch hinterlegt. In den Folgejahrzehnten wurde er vielfach von Kletterern frequentiert.

## Natur
Die „Fladensteine“ genannte Felsformation ist als Naturdenkmal ausgewiesen, alternativ werden sie ebenso als „Sieben Brüder“ bezeichnet. Bei ihnen handelt es sich um einen langgestreckten Buntsandsteinfelsengrat, der insgesamt 52 Meter misst. Der größte und am weitesten westlich liegende Fels dieser Formation trägt die Bezeichnung „Bundenthaler Turm“.

## Infrastruktur und Tourismus
Auf dem Berg selbst befindet sich ein Sportplatz. Der Premiumwanderweg Felsenland Sagenweg verläuft über den Berg. Am Berg befindet sich außerdem ein sogenannter Geopfad.